# Sint-Pieterskapel (Brugge)
De Sint-Pieterskapel, lokaal ook bekend onder de naam Het Keerske, is een religieus gebouw in Brugge met eraan verbonden het ambachtshuis van de kaarsgieters, gelegen in de Philipstockstraat met ingang langs de Cordouaniersstraat of Keersstraat.

## Geschiedenis
De Sint-Pieterskapel zou, volgens latere inscripties, in 1080 als dubbelkapel zijn ontstaan, op initiatief van de Vlaamse graaf Robrecht de Fries. Ze behoorde tot de eigendommen van het Sint-Donaaskapittel.
De kapel bestond ten eerste uit een crypte, genaamd de "St.-Katharina in de Krog", en een bovenkapel, de "St.-Pieterskapel". Ze werden heropgebouwd na een brand in 1389. Daarnaast was er ook het Keerske, dat verwees naar de ingebruikneming van een ruimte als verenigingslokaal van het ambacht van de kaarsgieters vanaf 1581-1593.
In 1723-25 werden de gebouwen heropgebouwd onder de leiding van architect Hendrik Pulinx. 
In de negentiende eeuw werd het Keerske gebruikt als kroeg en café chantant.
In 1918 maakte architect Theo Raison een voorstel om de kapel te restaureren als memoriaal voor de gesneuvelden van de Eerste Wereldoorlog, wat echter niet werd weerhouden. Gedurende vele jaren bleef de voormalige kapel een verzamelplek voor verenigingen, zoals de Brugse Gidsenbond en de Koloniale- en Zeevaartkring, die er ook allebei hun bibliotheek onderbrachten.
In 1985 werden, ondanks de kritiek vanwege een aantal monumentenzorgers, de aanleunende XVIII-eeuwse huisjes kant Philipstockstraat gesloopt. In 1983-1987 was er opnieuw een restauratie, naar ontwerp van architect Luc Dugardyn.
Voortaan werd de eigendom ter beschikking gesteld van twee protestantse erediensten:
- de Verenigde Protestantse Kerk in België, die zijn vorige locatie in de Witte-Leertouwersstraat verliet;
- de anglicaanse eredienst, die de vroegere kapel in de Ezelstraat verliet.